# 短柄单叶假脉蕨
短柄单叶假脉蕨（学名：Microgonium beccarianum），为膜蕨科单叶假脈蕨属下的一个植物种。